# Inevitable
 (février 2012).
Si vous disposez d'ouvrages ou d'articles de référence ou si vous connaissez des sites web de qualité traitant du thème abordé ici, merci de compléter l'article en donnant les références utiles à sa vérifiabilité et en les liant à la section « Notes et références ».
Singles de Shakira
Tú
(1998) No Creo
(1999)
Pistes de ¿Dónde están los ladrones?
No Creo
(4) Octavo Día
(6)
Inevitable est une chanson rock latino écrite et interprétée par la chanteuse  colombienne Shakira, publiée en tant que troisième single de son album ¿Dónde están los ladrones?. Bien qu'elle n'ait pas atteint la première place au Billboard Hot Latin, elle a été considérée comme une des chansons les plus en vue de sa carrière[réf. nécessaire].

## Clip vidéo
Dans le clip de Inevitable, Shakira chante dans un stade circulaire en novembre 1998. La vidéo commence avec la lueur des bougies en provenance de l'auditoire. Au fil de la chanson, des lumières stroboscopiques brillent sur Shakira et son groupe. Elle commence à secouer la tête. Vers la fin de la vidéo, des bulles et confettis tombent d'en haut, la chanson ralentit, et Shakira chante a cappella. Le clip se termine sur Shakira tenant son micro comme un trophée.
Une partie de la vidéo a été utilisée pour la promotion de Pepsi. Dans cette vidéo publicitaire, les personnes de l'auditoire tiennent des cannettes Pepsi.

## Version anglaise
Une version anglaise a également été écrite, elle est intitulée Inevitable (en anglais). Shakira devait jouer cette chanson dans plusieurs shows américains comme The Rosie O'Donnell Show et les ALMA Awards. Toutefois, ces plans furent abandonnés et Shakira a, au lieu de cela, sorti Laundry Service.